# Harold Koch Boysen
Harold Koch Boysen (Lake Benton, 2 novembre 1891 – Contea di Harris, 20 febbraio 1963) è stato un aviatore statunitense.
Il tenente Harold Koch Boysen fu un Asso dell'aviazione della prima guerra mondiale accreditato con cinque vittorie aeree.

## Biografia
Boysen si unì al Royal Flying Corps nel giugno 1917. Dopo l'addestranamento, fu assegnato al No. 66 Squadron RAF per pilotare un Sopwith Pup. Non avrebbe avuto alcun successo fino a quando l'unità non sarebbe stata equipaggiata con i Sopwith Camel e trasferito nel novembre 1917 dal fronte della Francia all'Italia settentrionale dove rivendica una vittoria nel dicembre del 1917 contro un Albatros D.V in Valstagna. Nel gennaio del 1918, si schianta mentre atterra nella nebbia rimanendo ferito. Dopo la guarigione, nel maggio del 1918 rivendica altre quattro vittorie, compresa una vittoria condivisa con il tenente Christopher McEvoy.